# هاربيك
هاربيك هو الاسم التجاري لمنظف المراحيض الذي تم إطلاقه في المملكة المتحدة في عام 1932 بواسطة شركة ريكيت آند سونز (ريكيت بينكيزر حاليًا). وهو متاح حاليًا في أفريقيا والشرق الأوسط وجنوب آسيا ومنطقة آسيا والمحيط الهادئ وأوروبا والأمريكيتين . تشتمل منتجات تنظيف المراحيض التي يتم تسويقها تحت الاسم التجاري على السوائل والأقراص والمناديل وأنظمة الفرشاة وكتل حافة المرحاض وكتل الخزان .
يحتوي المنتج على حمض الهيدروكلوريك (10٪) كمكون فعال،  إلى جانب بوتيل أولييل أمين ومكونات أخرى، في شكل محلول مائي .